# ハンター・グッドマン
ハンター・ロバート・グッドマン（Hunter Robert Goodman, 1999年10月8日 - ）は、 アメリカ合衆国テネシー州シェルビー郡アーリントン出身のプロ野球選手（一塁手、捕手、外野手）。右投右打。MLBのコロラド・ロッキーズ所属。

## 経歴
2021年のMLBドラフト4巡目（全体109位）でコロラド・ロッキーズから指名され、プロ入り。契約後、傘下のルーキー級アリゾナ・コンプレックスリーグ・ロッキーズでプロデビュー。22試合に出場して打率.300、2本塁打、12打点、1盗塁を記録した。
2022年はA級フレズノ・グリズリーズ、A+級スポケーン・インディアンス、AA級ハートフォード・ヤードゴーツでプレーし、3チーム合計で135試合に出場して打率.295、36本塁打、106打点、6盗塁を記録した。
2023年、マイナーではAA級ハートフォードとAAA級アルバカーキ・アイソトープスでプレーし、2チーム合計で106試合に出場して打率.259、34本塁打、111打点を記録した。8月27日にメジャー契約を結んでアクティブ・ロースター入りし、同日のボルチモア・オリオールズ戦にて「6番・一塁手」で先発出場してメジャーデビューすると、4打数で2安打1打点を記録した。この年メジャーでは23試合に出場して打率.200、1本塁打、17打点、1盗塁を記録した。

## 詳細情報

### 年度別打撃成績
| 年 度    | 球 団    | 試 合 | 打 席 | 打 数 | 得 点 | 安 打 | 二 塁 打 | 三 塁 打 | 本 塁 打 | 塁 打 | 打 点 | 盗 塁 | 盗 塁 死 | 犠 打 | 犠 飛 | 四 球 | 敬 遠 | 死 球 | 三 振 | 併 殺 打 | 打 率 | 出 塁 率 | 長 打 率 | O P S |
| -------- | -------- | ----- | ----- | ----- | ----- | ----- | -------- | -------- | -------- | ----- | ----- | ----- | -------- | ----- | ----- | ----- | ----- | ----- | ----- | -------- | ----- | -------- | -------- | ----- |
| 2023     | COL      | 23    | 77    | 70    | 6     | 14    | 4        | 3        | 1        | 27    | 17    | 1     | 0        | 0     | 2     | 5     | 0     | 0     | 24    | 2        | .200  | .247     | .386     | .632  |
| MLB：1年 | MLB：1年 | 23    | 77    | 70    | 6     | 14    | 4        | 3        | 1        | 27    | 17    | 1     | 0        | 0     | 2     | 5     | 0     | 0     | 24    | 2        | .200  | .247     | .386     | .632  |

- 2023年度シーズン終了時

### 背番号
- 15（2023年 - ）